# Nationalisme yéménite
Le nationalisme yéménite est un nationalisme arabe formé en réaction à la colonisation et au féodalisme. Il a mené à la guerre civile du Yémen du Nord entre le régime féodal de tendance nationaliste monarchiste et islamiste zaydite et les nationalistes panarabes de tendance républicaine, laïque et panarabes. Il s'est également manifesté au Sud du Yémen parmi les communistes yémenite du Front de libération nationale du Yémen (en) contre la colonisation britannique, menant à la Révolution du 14 octobre.
Le nationalisme yéménite est une composante essentielle du mouvement des Houthis du fait de leur singularité religieuse (les Houthis sont zaydites) par rapport au reste du monde islamique et il soutiennent l'indépendance du Yémen. Les Houthis mêlent des idées des nationalistes arabes et du Royaume mutawakkilite du Yémen tantôt du fait qu'ils soient islamistes chiite zaydites, mais aussi partisans du républicanisme.

## Partis
- Congrès général du peuple (Yémen)
- Parti social nationaliste - Yémen[1]
- Parti socialiste yéménite
- Parti de la vérité (Années 1990)
- Parti Baas arabe - région du Yémen (en)

## Mouvements
- Front de libération nationale du Yémen (en) (1963 - 1978)
- Front de libération du Yémen du Sud occupé (en) (1964 - 1967)
- Ansar Allah (Houthis, depuis 2004)[2],[3]

## Personnalités

### Islamo-nationalistes zaydites
- Abdul-Malik al-Houthi
- Hussein Badreddine al-Houthi
- Mohammed Ali al-Houthi
- Saleh Ali al-Sammad
- Mehdi Hussein al-Machat
- Yahya Saree

### Nationalistes panarabes (Yémen du Nord)
- Abdallah al-Sallal
- Abdel Rahman al-Iryani
- Ibrahim al-Hamdi
- Ali Abdallah Saleh
- Abdel Aziz Abdel Ghani

### Nationaux-communistes (Yémen du Sud)
- Abdel Fattah Ismaïl
- Qahtan Muhammad al-Shaabi
- Ali Nasser Mohamed
- Haider Aboubaker al-Attas